# Mayaguana
Mayaguana – nizinna wyspa w archipelagu Wysp Bahama.
Mayaguana jest otoczona rafami koralowymi.
Na wyspie rozwinęła się turystyka.